# Seconda pratica
Seconda pratica, in contrapposizione a prima pratica, fu un neologismo coniato dal compositore Claudio Monteverdi per distinguere il suo modo di scrivere musica da quello praticato da Giovanni Pierluigi da Palestrina e Gioseffo Zarlino, descritto come prima pratica nell'ambito della musica barocca. Questa seconda pratica incoraggiava una maggiore libertà di scrittura rispetto alle rigorose regole di limitazione delle dissonanze previste dalla prima pratica.
Stile moderno venne coniato da Giulio Caccini nella sua nota raccolta di madrigali del 1602, Le nuove musiche che comprendeva numerose monodie. La novità introdotta dal Caccini era che l'accompagnamento musicale era subordinato al testo delle canzoni; più precisamente, lo stile di Caccini eliminò ogni ornamento dalle monodie contrariamente a quanto avveniva in passato. Questo segna il punto di partenza del basso continuo, altra caratteristica del lavoro di Caccini.